# 멘델레예프가 예측한 원소
드미트리 멘델레예프는 1869년에 가장 가벼운 원소부터 가장 무거운 원소까지 나열하면서 일정한 규칙성을 보이는 속성들을 기반으로 화학 원소의 주기율표를 발표했다. 멘델레예프는 주기율표를 제안하면서 표에 빈칸이 있음을 지적하고, 그 빈칸을 채우기에 적절한 속성을 가진 알려지지 않은 원소가 존재한다고 예측했다. 그는 이 원소들을 각각 원자 질량 44, 68, 72, 100을 가진 에카-붕소, 에카-알루미늄, 에카-규소, 에카-망가니즈라고 명명했다.

## 접두사
예측한 원소들에 임시 이름을 붙이기 위해 드미트리 멘델레예프는 산스크리트어의 숫자 1, 2, 3을 의미하는 에카- /ˈiːkə-/, 드비- 또는 드위-, 트리- 접두사를 사용했다. 이 접두사는 예측된 원소가 그의 표에서 같은 족에 있는 알려진 원소로부터 하나, 둘 또는 세 칸 아래에 있는지에 따라 사용되었다. 예를 들어, 저마늄은 1886년에 발견되기 전까지는 에카-규소로 불렸고, 레늄은 1926년에 발견되기 전에는 드비-망가니즈로 불렸다.
에카- 접두사는 멘델레예프 자신의 예측뿐만 아니라 다른 이론가도 사용했다. 발견되기 전 프랑슘은 에카-세슘으로, 아스타틴은 에카-아이오딘으로 불렸다. 때때로 에카-는 일부 초우라늄 원소를 지칭하는 데 여전히 사용되기도 한다. 예를 들어 운비닐륨의 에카-라듐과 같다. 그러나 현재 IUPAC의 공식적인 관행은 이러한 접두사가 요구하는 주기율표 상의 위치를 기반으로 하는 대신, 원소의 원자 번호를 기반으로 체계적 원소 이름을 임시 이름으로 사용하는 것이다.

## 초기 예측
희토류 원소보다 가벼운 네 가지 예측 원소인 에카-붕소 (Eb, 붕소 B 5번 아래), 에카-알루미늄 (Ea 또는 El, 알루미늄 Al 13번 아래), 에카-망가니즈 (Em, 망가니즈 Mn 25번 아래), 에카-규소 (Es, 규소 Si 14번 아래)는 각각 스칸듐 (Sc, 21), 갈륨 (Ga, 31), 테크네튬 (Tc, 43), 저마늄 (Ge, 32)의 속성을 잘 예측했다는 것이 입증되었다. 이들 각각은 멘델레예프가 지정한 주기율표상의 자리를 채운다.
드미트리 멘델레예프는 1917년 이전 러시아어 정서법에 따라 이 이름을 각각 экаборъ (ekabor), экаалюминій (ekaaljuminij), экамарганецъ (ekamarganec), экасилицій (ekasilicij)라고 썼다.
초기 주기율표는 희토류 원소와 전이 금속을 구별하지 않았는데, 이는 멘델레예프의 무거운 미지의 원소에 대한 예측이 가벼운 원소에 대한 예측만큼 잘 맞지 않았고, 그만큼 잘 알려지거나 문서화되지 않은 이유를 설명하는 데 도움이 된다.
스칸듐 산화물은 1879년 후반에 라르스 프레드릭 닐손이 분리했고, 페르 테오도르 클레베는 그 상응 관계를 인지하고 그 해 후반에 멘델레예프에게 통보했다. 멘델레예프는 1871년에 에카-붕소의 원자 질량을 44로 예측했는데, 스칸듐의 원자 질량은 44.955907이다.
1871년, 멘델레예프는 에카-알루미늄이라고 명명한 (주기율표에서 알루미늄에 근접하기 때문) 아직 발견되지 않은 원소의 존재를 예측했다. 아래 표는 멘델레예프가 예측한 원소의 특성과, 멘델레예프가 존재를 예측한 직후인 1875년에 폴 에밀 르콕 드 부아보드랑이 발견한 갈륨의 실제 특성을 비교한 것이다.
| 속성         | 속성         | 에카-알루미늄              | 갈륨                       |
| ------------ | ------------ | -------------------------- | -------------------------- |
| 원자 질량    | 원자 질량    | 68                         | 69.723                     |
| 밀도 (g/cm3) | 밀도 (g/cm3) | 6.0                        | 5.91                       |
| 녹는점 (°C)  | 녹는점 (°C)  | 낮음                       | 29.76                      |
| 산화물       | 화학식       | Ea2O3                      | Ga2O3                      |
| 산화물       | 밀도         | 5.5 g/cm3                  | 5.88 g/cm3                 |
| 산화물       | 용해도       | 알칼리 및 산 모두에 용해됨 | 알칼리 및 산 모두에 용해됨 |
| 염화물       | 화학식       | Ea2Cl6                     | Ga2Cl6                     |
| 염화물       | 휘발성       | 휘발성                     | 휘발성                     |

테크네튬은 멘델레예프 생애 훨씬 뒤인 1937년에 카를로 페리에와 에밀리오 지노 세그레, 어니스트 로런스가 사이클로트론에서 중수소 핵으로 충격시킨 몰리브데넘 시료에서 분리되었다. 멘델레예프는 1871년에 에카-망가니즈의 원자 질량을 100으로 예측했는데, 테크네튬의 가장 안정한 동위 원소는 97Tc와 98Tc이다.
저마늄은 1886년에 분리되었고, 멘델레예프의 이전 두 예측 원소보다 인접 원소들과 더 명확하게 대조되어 당시까지 이론을 가장 잘 확인시켜 주었다.
| 속성         | 속성         | 에카-규소       | 저마늄          |
| ------------ | ------------ | --------------- | --------------- |
| 원자 질량    | 원자 질량    | 72              | 72.630          |
| 밀도 (g/cm3) | 밀도 (g/cm3) | 5.5             | 5.323           |
| 녹는점 (°C)  | 녹는점 (°C)  | 높음            | 938             |
| 색상         | 색상         | 회색            | 회색            |
| 산화물       | 종류         | 내화물 이산화물 | 내화물 이산화물 |
| 산화물       | 밀도 (g/cm3) | 4.7             | 4.228           |
| 산화물       | 활성         | 약염기성        | 약염기성        |
| 염화물       | 끓는점       | 100 °C 미만     | 86.5 °C (GeCl4) |
| 염화물       | 밀도 (g/cm3) | 1.9             | 1.879           |

## 다른 예측
토륨 (90)과 우라늄 (92) 사이에 원소가 존재할 것이라고 멘델레예프는 1871년에 예측했다. 1900년에 윌리엄 크룩스는 우라늄에서 유래한 방사성 물질을 분리했는데, 그는 이를 식별할 수 없었으나 나중에 234Th와 234mPa의 혼합물로 밝혀졌다. 프로트악티늄-234m("브레비움"으로 명명)은 1913년 독일에서 식별되었으나, 프로트악티늄이라는 이름은 1918년에 프로트악티늄-231이 발견될 때까지 부여되지 않았다. 1945년에 글렌 T. 시보그의 악티늄족 개념이 받아들여진 이후, 토륨, 우라늄, 프로트악티늄은 악티늄족으로 분류되었다. 따라서 프로트악티늄은 5족에서 에카-탄탈럼 (73번 아래)의 자리를 차지하지 않는다. 에카-탄탈럼은 실제로는 인공 원소인 초악티늄족 원소 더브늄 (105)이다.
멘델레예프의 1869년 표는 암시적으로 타이타늄 (22)과 지르코늄 (40)의 더 무거운 동족 원소를 예측했지만, 1871년에는 란타넘 (57)을 그 자리에 두었다. 1923년 하프늄 (72)의 발견은 멘델레예프의 원래 1869년 예측을 입증했다.
| 멘델레예프    | 현대 이름        | 원자 번호 |
| ------------- | ---------------- | --------- |
| 에카-붕소     | 스칸듐, Sc       | 21        |
| 에카-알루미늄 | 갈륨, Ga         | 31        |
| 에카-규소     | 저마늄, Ge       | 32        |
| 에카-망가니즈 | 테크네튬, Tc     | 43        |
| 트리-망가니즈 | 레늄, Re         | 75        |
| 드비-텔루륨   | 폴로늄, Po       | 84        |
| 드비-세슘     | 프랑슘, Fr       | 87        |
| 에카-탄탈럼   | 프로트악티늄, Pa | 91        |

일부 다른 예측은 그가 여섯 번째 줄에 란타넘족 원소가 존재한다는 것을 인지하지 못했기 때문에 성공하지 못했다.
1902년, 보후슬라프 브라우너는 란타넘족을 멘델레예프의 추가 주기 대신 특별한 계열에 배치했고, 그래서 멘델레예프의 트리-망가니즈를 드비-망가니즈로, 드비-텔루륨을 에카-텔루륨으로 재명명했다(폴로늄은 이미 발견되었지만, 그 화학적 특성은 아직 연구되지 않았다). 드비-세슘은 에카-세슘으로 재명명되었다.

## 후기 예측
1902년, 헬륨과 아르곤 원소의 증거를 받아들인 멘델레예프는 이 비활성 기체를 자신의 원소 배치에서 0족에 두었다. 멘델레예프는 일정 성분비 법칙을 설명하는 데 원자론에 의구심을 가졌기 때문에, 수소가 가장 가벼운 원소라고 믿을 선험적인 이유가 없었다. 그래서 그는 이 화학적으로 비활성인 0족 원소의 가상의 더 가벼운 구성원이 감지되지 않았을 수 있으며, 방사능의 원인일 수 있다고 제안했다. 현재 일부 주기율표에는 고립된 중성자가 이 자리에 놓여 있지만(중성자 물질 참조), 그러한 원소는 아직 발견되지 않았다.
멘델레예프가 확인한 가상의 원시 헬륨 원소 중 더 무거운 것은 태양 코로나의 설명되지 않은 스펙트럼 선과의 연관성으로 명명된 코로늄과 동일시되었다. 잘못된 보정으로 파장이 531.68 nm로 나왔는데, 이는 나중에 530.3 nm로 수정되었고, 1939년에 그로트리안과 에들렌은 이를 Fe XIV (즉, Fe13+)에서 유래한 것으로 확인했다.
0족 기체 중 가장 가벼운 원소이자 주기율표의 첫 번째 원소는 5.3×10−11 Da와 9.6×10−7 Da 사이의 이론적 원자 질량을 가졌다. 멘델레예프는 이 기체의 운동 속도를 초당 2,500,000미터로 계산했다. 질량이 거의 없는 이 기체는 모든 물질에 침투하며 화학적으로 거의 상호작용하지 않는다고 멘델레예프는 가정했다. 수소 초월 기체의 높은 이동성과 매우 작은 질량은 희석될 수 있지만 매우 밀도가 높은 것처럼 보이는 상황을 초래할 것이었다.
멘델레예프는 나중에 "에테르의 화학적 개념 (A Chemical Conception of the Ether)" (1904)이라는 작은 책자에서 에테르의 이론적 표현을 발표했다. 그의 1904년 출판물에는 다시 수소보다 작고 가벼운 두 개의 원자 원소가 포함되어 있었다. 그는 "에테르 기체"를 수소보다 가벼운 적어도 두 개의 원소로 구성된 성간 대기로 취급했다. 그는 이 기체들이 별 내부의 격렬한 충격으로 인해 발생했으며, 태양이 그러한 기체의 가장 활발한 원천이라고 언급했다. 멘델레예프의 책자에 따르면, 성간 대기는 아마도 몇 가지 추가적인 원소 종으로 구성되었을 것이다.

## 내용주
1. ↑  1871년 기사에서 인용:[2]:45
Элементъ этотъ предлагаю предварительно назвать 'экаборомъ', производя это названіе отъ того что онъ слѣдуетъ за боромъ, какъ первый элементъ четныхъ группъ, а слогъ 'эка' производится отъ санскритскаго слова, обозначающаго 'одинъ'. Eb=45. Экаборъ ...
저는 이 원소를 먼저 에카보론이라고 부를 것을 제안합니다. 이 이름은 붕소 다음에 오고 짝수족의 첫 번째 원소와 같다는 사실에서 유래하며, '에카'라는 음절은 '하나'를 의미하는 산스크리트어 단어에서 파생되었습니다. Eb=45. 에카보론 ...

## 더 읽어보기
- Scerri, Eric (2007). 《The Periodic Table: Its Story and Its Significance》. New York: 옥스퍼드 대학교 출판부. ISBN 978-0-19-530573-9.